# Brochymena hoppingi
Brochymena hoppingi är en insektsart som beskrevs av Van Duzee 1921. Brochymena hoppingi ingår i släktet Brochymena och familjen bärfisar. Inga underarter finns listade i Catalogue of Life.